# Fonctionnement adaptatif
Le fonctionnement adaptatif, parfois appelé comportement adaptatif, est la façon dont une entité (être humain, animal, entité économique, robot, acteur modélisé, etc.), seule ou avec d'autres, s'adapte aux exigences et contraintes de son environnement (ou de la vie courante pour l'Homme) pour atteindre un objectif particulier ou plus généralement pour vivre en s'adaptant aux contextes qu'il rencontre.
Chez l'animal ou chez l'être humain, ces comportements d'adaptation évoluent avec l'âge, avec l'apprentissage et selon l'expérience accumulée, permettant à l'individu et au groupe d'atteindre certaines normes d'autonomie. On attend d'un individu ou d'un groupe un certain niveau d'autonomie (et donc de capacités adaptatives), compte tenu de son âge, du contexte socioculturel ainsi que de son environnement.
Le fonctionnement adaptatif peut être positivement ou négativement influencé par divers facteurs tels que l'éducation, la personnalité, l'expérience, la motivation, les possibilités socioprofessionnelles ou divers troubles physiques ou mentaux généraux qui coexistent souvent avec le handicap mental.

## Distinction entrehabiletés adaptativesetcomportement adaptatif
Le concept d'« habiletés adaptatives » est un concept plus large que celui du comportement adaptatif.
Le comportement adaptatif est le comportement observable, par exemple manger une pomme, et l'habileté adaptative se manifeste par l'habileté à s'adapter aux diverses situations environnementales.
Les habiletés adaptatives impliquent une multitude de compétences, elles font référence aux forces et limites de la personne. 
Le concept reflète la croyance qu'une personne présente des capacités personnelles qui doivent être considérées par rapport à ses limitations sur le plan de son adaptation.

### Domaines spécifiques des habilités adaptatives
Chez l'être humain, parmi ces domaines on distingue notamment :
- la communication ;
- l'utilisation de ressources (dont communautaires) ;
- les habiletés sociales (qui impliquent des compétences sociocognitives) ;
- les compétences dites « domestiques » ;
- les soins personnels ;
- l'autonomie ;
- la santé ;
- la sécurité ;
- les aptitudes fonctionnelles ;
- les loisirs et le travail.

Ce sont donc des habilités conceptuelles, sociales et pratiques. Une personne a un déficit des habiletés adaptatives si au moins quatre des dix domaines montrent des limitations.  Certaines maladies impliquant un  « vieillissement cognitif » telle que la maladie d'Alzheimer.

## Adaptation « réfléchie » ou réflexeversus« aléatoire »
Chez l'animal, et dans la psyché humaine ou au sein de techniques humaines, certaines réponses adaptatives relèvent de la réflexion ou de réflexes issus de l'expérience, mais il existe aussi des réponses adaptatives aléatoires ou pseudo-aléatoires (apparemment aléatoires), qui caractérisent certains comportements de dispersion, de fuite, d'exploration, d'apprentissage et certaines cinèses (la cinèse désignant toutes les formes de déplacement non orienté qu'un animal produit en réponse à un agent externe, physique ou chimique) .
« Un modèle mathématique simple, simulant un prédateur à la recherche d'un nombre déterminé de  proies, montre que l'efficacité d'une recherche aléatoire est considérable, en particulier lorsque les proies présentent un certain taux (même très faible) de mobilité ».